# Eugenio Suárez Santos
Pour les articles homonymes, voir Suárez et Santos (homonymie).
Eugenio Suárez Santos, surnommé Geni, né le 4 février 1980 à Gijón (Espagne), est un footballeur espagnol évoluant au poste d'attaquant.

## Biographie
Geni joue principalement en faveur du Real Oviedo, du Rayo Vallecano, du Real Jaén, du Deportivo Alavés, et du Real Avilés.
Geni joue 11 matchs en Primera Division, inscrivant un but, et 107 matchs en Segunda Division, marquant 16 buts. Il inscrit 10 buts en deuxième division avec le Real Oviedo lors de la saison 2001-2002.